# Икономика на Южна Корея
Откакто през 1962 г. Южна Корея започва да работи по Първия си петгодишен план за икономическо развитие, нейната икономика е сред най-бързо развиващите се икономики в света. През 1996 г. Корея става членка на Организацията за икономическо сътрудничество и развитие (OECD), което е важна стъпка по пътя за присъединяването ѝ към групата на най-развитите държави. В края на 1996 г. брутният национален продукт на глава от населението достига 10 000 щ.д. Едни от най-често цитираните фактори, които обясняват „Чудото на реката Ханганг“ (한강) са силната държавна подкрепа, икономическа стратегия, ориентирана към износ, индустриална политика, която акцентира върху висшите технологии и създаване на висококвалифицирани специалисти.
Тези впечатляващи постижения са помрачени от икономическите трудности, пред които са били изправени някои от най-големите корейски компании и финансови институции. Неуспехите в бизнеса, заедно с финансовата криза, обхванала Азия през лятото на 1997 г., пораждат недоверие сред чуждестранните инвеститори и довеждат до сериозна ликвидна криза през декември 1997 г..
През същия месец Южна Корея и Международният валутен фонд постигат споразумение и изготвят Програма за спешно подпомагане и преодоляване на кризата. В страната се провеждат решителни реформи, които засягат банките (някои банки са закрити), големите корпорации и правителствените институции. В края на 1999 г. икономиката на страната се възстановява и международните агенции за икономически анализи отново определят Корея като надежден партньор.
Република Южна Корея е член на следните международни организации: Азиатско-тихоокеанско икономическо сътрудничество, Световна търговска организация, Организация за икономическо сътрудничество и развитие, Г-20 и Следващите Единадесет.
Република Корея става лидер в информационните технологии. Основни за южнокорейската икономика са електронната, автомобилостроителната, нефтопреработвателната, стоманодобивната, корабостроителната, текстилната промишленост. Износът се състои от изделия на електропромишлеността, автомобили, изделия на електронната промишленост, стомана, машинно оборудване, а вносът от – нефтопродукти, желязо.